# 腹部X線
腹部X射線是腹部的X光检查。有时缩写为 AXR 或KUB（代表肾脏、输尿管和膀胱）。

## 適用於
兒童腹部 X 光檢查適用的急性情況：
- 怀疑肠梗阻或胃肠穿孔；腹部 X 光检查可通过显示扩张的肠袢来显示大多数肠梗阻病例。 [1]
- 消化道内有异物；如果是放射不密的，可以被识别。 [1]
- 疑似腹部肿块[1]
- 对于疑似肠套叠，腹部X线检查并不能排除肠套叠，但有助于鉴别诊断以排除穿孔或梗阻。 [1]

然而， CT 扫描是诊断腹内损伤的最佳选择。 
電腦斷層掃描提供了整体更好的手术策略规划，并可能减少不必要的剖腹手术。因此，不建议对急诊室出现急性腹痛的成人进行腹部X光检查。 

## 投射
标准腹部 X 射线检查方法通常是仰卧位的单一前后位投影。 特殊投影包括PA俯卧位、侧卧位、直立AP位和侧向交叉台（患者仰卧位）。最小急性梗阻系列（为了排除小肠梗阻）包括两个视图：通常是仰卧视图和直立视图（足以检测气液水平），尽管侧卧位可以代替卧位视图直立。
X 射线的覆蓋範圍包括从肝脏（或膈肌）顶部到耻骨联合。 X光检查中包括的腹部器官包括肝脏、脾脏、胃、肠、胰腺、肾脏和膀胱。

### KUB

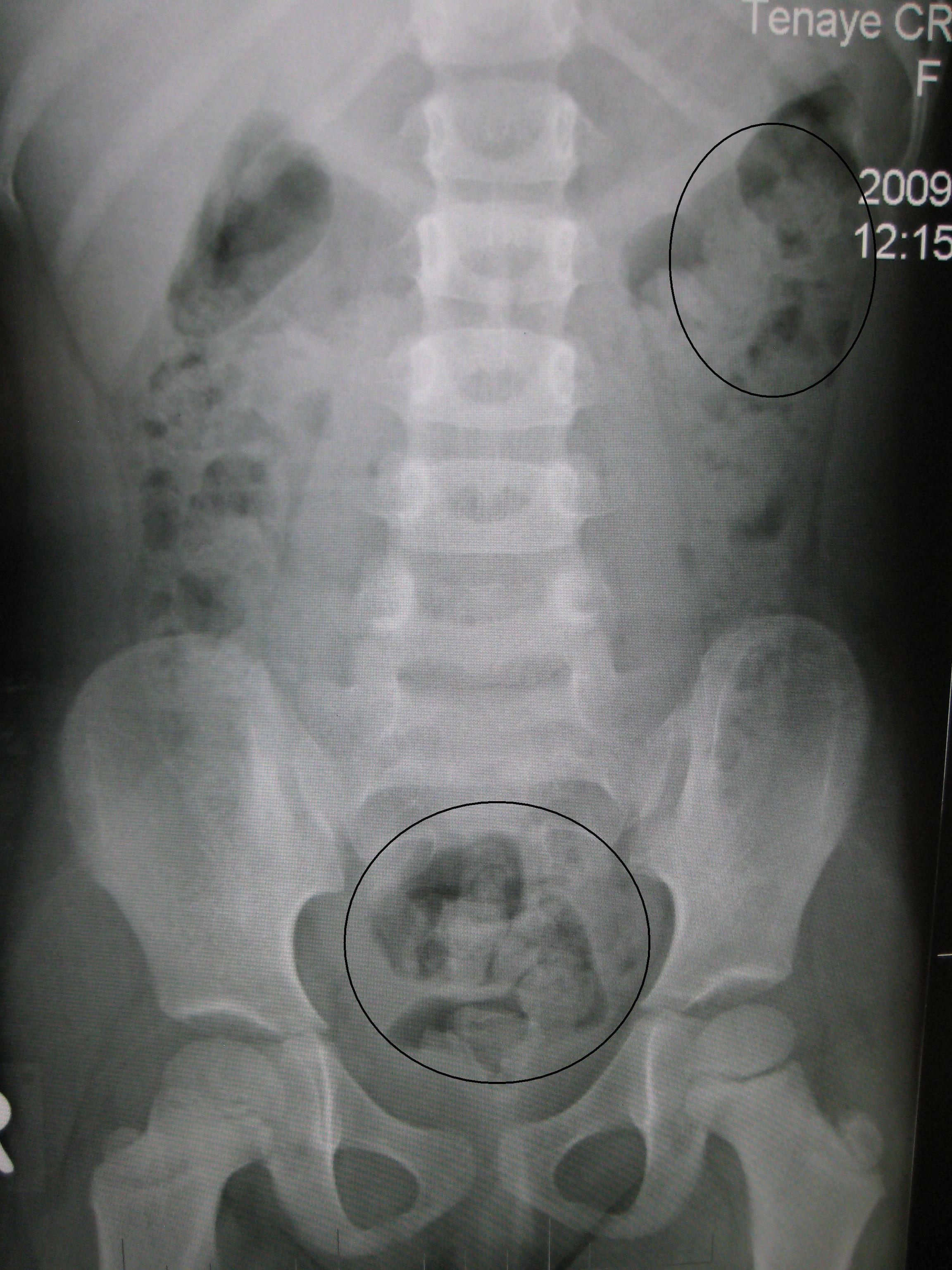
KUB X 射线显示幼儿便秘。圆圈代表粪便物质区域（粪便是不透明的白色（不要与白色不透明的骨質和肌肉混淆），周围有黑色肠气

KUB代表著腎臟（Kidneys）、輸尿管（Ureters）和膀胱（Bladder）。KUB投影不一定包括橫隔膜。該投影包括整個泌尿系統，從恥骨聯合到腎臟的上部。相比之下，前后腹部投影包括橫隔膜的兩半。如果病人體型較大，每個投影可能會在「橫向」方向上放入一張以上的膠片。這樣做是為了確保大部分的腸道可以被檢視。
KUB是腹部的一個平面正躺的放射照片。通常還會補充一個直立的胸部PA視圖（以排除橫隔膜下的空氣或胸腔病表現的腹部不適）和一個站立的腹部視圖（通過檢查胃腸道氣體/水平來區分梗阻和腸梗阻）。
儘管其名稱如此，KUB不常用於研究腎臟、輸尿管或膀胱的病理學，因為這些構造很難評估（例如，因為覆蓋在上方的肠道气体，可能無法看見腎臟）。為了放射性地評估這些結構，過去使用一種叫做靜脈尿路攝影（Intravenous Pyelogram，IVP）的技術，而今天在許多機構中，CT尿路攝影是首選技術。 
KUB通常用於調查腸梗阻和膽石等消化系統疾病，並且可以檢測到腎結石的存在。KUB通常用於診斷便秘，因為可以很容易的看到糞便。KUB也常用于评估如输尿管支架和鼻胃管等植入设备的位置。KUB也用作其他程序（如鋇灌腸）的偵察片。

### 肠胃系列
上消化道系列是将造影剂（通常是放射性造影剂，如硫酸钡盐混合水）摄入或滴入胃肠道，并使用X射线建立需要的區域的射線照片。钡通过覆盖胃肠道内壁并在胶片上呈现白色来增强胃肠道相关部分的可见度。
下消化道系列是在拍摄放射线照片的同时，硫酸钡（一种放射造影剂）通过直肠灌肠填充结肠。术语钡灌肠通常指下消化道系列，尽管小肠灌肠（上消化道系列）通常称为小腸钡剂灌肠。

## 其它
- X射线
- 急性腹痛
- 腹痛
- 医学成像
- 胸部X射线
- 放射技师